# Amblyosyllis cincinnata
Amblyosyllis cincinnata är en ringmaskart som först beskrevs av Addison Emery Verrill 1874.  Amblyosyllis cincinnata ingår i släktet Amblyosyllis och familjen Syllidae. Inga underarter finns listade i Catalogue of Life.